# Троянки (Евріпід)
«Троянки» (дав.-гр. Τρῳάδες) — трагедія давньогрецького драматурга Евріпіда. П'єса була вперше поставлена 415 до н. е. під час Пелепоннеської війни.

## Дійові особи
- Посейдон
- Афіна
- Гекаба
- Хор троянських полонянок
- Талфібій
- Кассандра
- Андромаха
- Менелай
- Єлена

## Сюжет
Сюжет трагедії заснований на циклі міфів про Троянську війну. П'єса Евріпіда змальовує картини поваленої ахейцями Трої. Місто сплюндроване і знищене, греки ділять здобич, в тому числі захоплених жінок. Центральна постать п'єси — Гекаба. В цій війні вона втратила чоловіка — троянського царя Пріама, синів Гектора, Паріса. Тепер на її очах гине рідне місто, а її доньок Кассандру, Поліксену, дружину Гектора Андромаху, інших троянок, діляють за жеребом між собою вожді ахейців. Також на її очах вбивають малолітнього сина Гектора Астіанакта, скидаючи з вежі.